# B型プロアントシアニジン
B型プロアントシアニジン（B type proanthocyanidin）は、プロアントシアニジンの一種であり、フラバン-3-オールのオリゴマーであるフラバノイドである。
プロアントシアニジンはC-C結合の切断によってアントシアニジンを生じる物と定義されており、カテキンもしくはエピカテキンで構成されるB型プロアントシアニジンは、分解によりアントシアニジンの一種で有るシアニジンを生じる事から、プロシアニジンの一種でもある。

## 二量体B型プロアントシアニジン
この分子の分子式は C30H26O12 である。(分子量: 578.52 g/mol, 精密質量: 578.142426)。

### 4→8結合を持つ分子

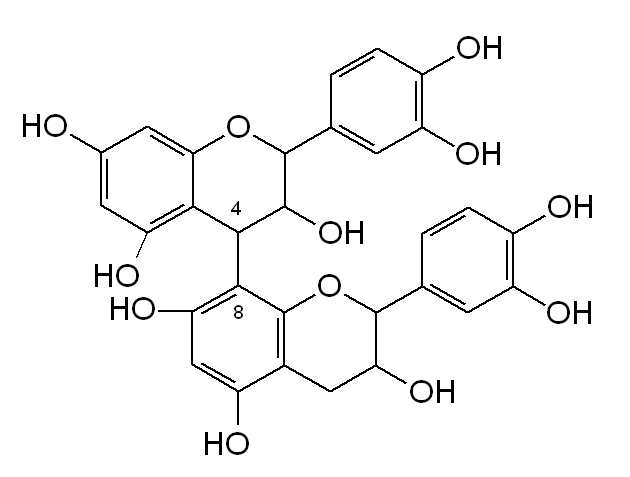
二量体4→8 B型プロアントシアニジンの化学構造

4-8結合はα位でもβ位でもよく、以下の結合でダイマーを構成する。
- Procyanidin B1 or epicatechin-(4β→8)-catechin
- Procyanidin B2 or (−)-epicatechin-(4β→8)-(−)-epicatechin
- Procyanidin B3 or catechin-(4α→8)-catechin
- Procyanidin B4 or catechin-(4α→8)-epicatechin

### 4→6結合を持つ分子

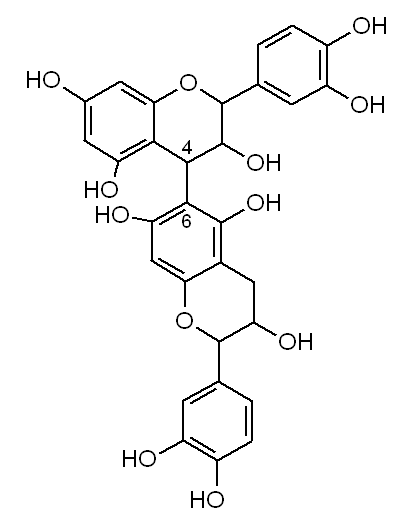
4-6結合型B型プロアントシアニジンの化学構造

- Procyanidin B5 or epicatechin-(4β→6)-epicatechin
- Procyanidin B6 or catechin-(4α→6)-catechin
- Procyanidin B8 or catechin-(4α→6)-epicatechin

### 化学的性質
B型プロシアニジン（カテキン二量体）はラジカルによる酸化によってA型プロシアニジンに変換される。
二量体B型プロアントシアニジンは、プロシアニジンが豊富なブドウ種子抽出物を酸触媒下でフラバン-3-オールと反応させて合成することもできる。

## 三量体B型プロアントシアニジン
- Procyanidin C1
- Procyanidin C2

### 化学合成
等モル量の二量体カテキン求核剤と単量体カテキン求電子剤を用い、トリフルオロメタンスルホン酸銀またはテトラフルオロホウ酸銀を触媒として、分子間縮合によりベンジル化カテキン三量体を立体選択的に合成する。生成物は既知の手順でプロシアニジンC2に変換できる。

## 反復オリゴマー化学合成
天然型プロシアニジンB3（すなわち、3,4-trans-(+)-catechin-4α→8-(+)-catechin dimer）の合成において、C8-ボロン酸を指示基として利用するカップリング反応が開発された。鍵となるフラバン間結合は、C4-エーテル6とC8-ボロン酸16の新規なルイス酸促進カップリングを用いて形成され、高いジアステレオ選択性でα-結合二量体を提供する。ホウ素保護基の使用により、この新しいカップリング手順は、天然のプロシアニジンC2に類似した保護されたプロシアニジン三量体の合成に拡張することができる。